# Каррингтон, Стюарт
Стю́арт Ка́ррингтон (англ. Stuart Carrington; род. 14 мая 1990 года в Гримсби, Англия) — английский профессиональный снукерист.

## Карьера
В 2004 году был финалистом турнира Pontins u-15 и чемпионата Англии той же возрастной категории, а также входил в состав сборной Англии u-16. В 2006 выиграл юниорский Pot Black Cup, в финале победив Энтони Макгилла 58-46. В 2009 имел хороший шанс получить статус профессионала, но завершил серию EASB Pro Ticket Tour на 2-м месте, пропустив таким образом в мэйн-тур Джимми Робертсона. Параллельно Каррингтон играл и в серии PIOS, где по окончании сезона 2008/09 занял 15 место (по правилам, в мэйн-тур могли перейти только первые восемь номеров рейтинга серии). В сезоне 2010/11 Стюарт сыграл в шести этапах серии PTC (лучший результат — 1/16 финала).
В 2011 году Каррингтон стал одним из победителей 3-го этапа отборочного турнира Q School, что дало ему право получить статус профессионального игрока и перейти в мэйн-тур на следующий сезон.
В сезоне 2014/15 вошёл в число 32 участников чемпионата мира, проиграв в 1/16 Джадду Трампу 6:10.